# リチャード・ディーベンコーン
リチャード・ディーベンコーン（Richard Diebenkorn, 本名Richard Clifford Diebenkorn, Jr., 1922年4月22日 - 1993年3月30日）はアメリカの20世紀の画家。

## 生涯
オレゴン州ポートランドで生まれ、彼が2歳の時に家族でサンフランシスコに移る。1940年にスタンフォード大学に入学。
初期はニューヨークで抽象画を描いていたが、その後人物画を経て、具象画へと移る。1967年から製作を開始した「オーシャン・パーク」シリーズが有名。